# Herzog Anton Ulrich-Museum

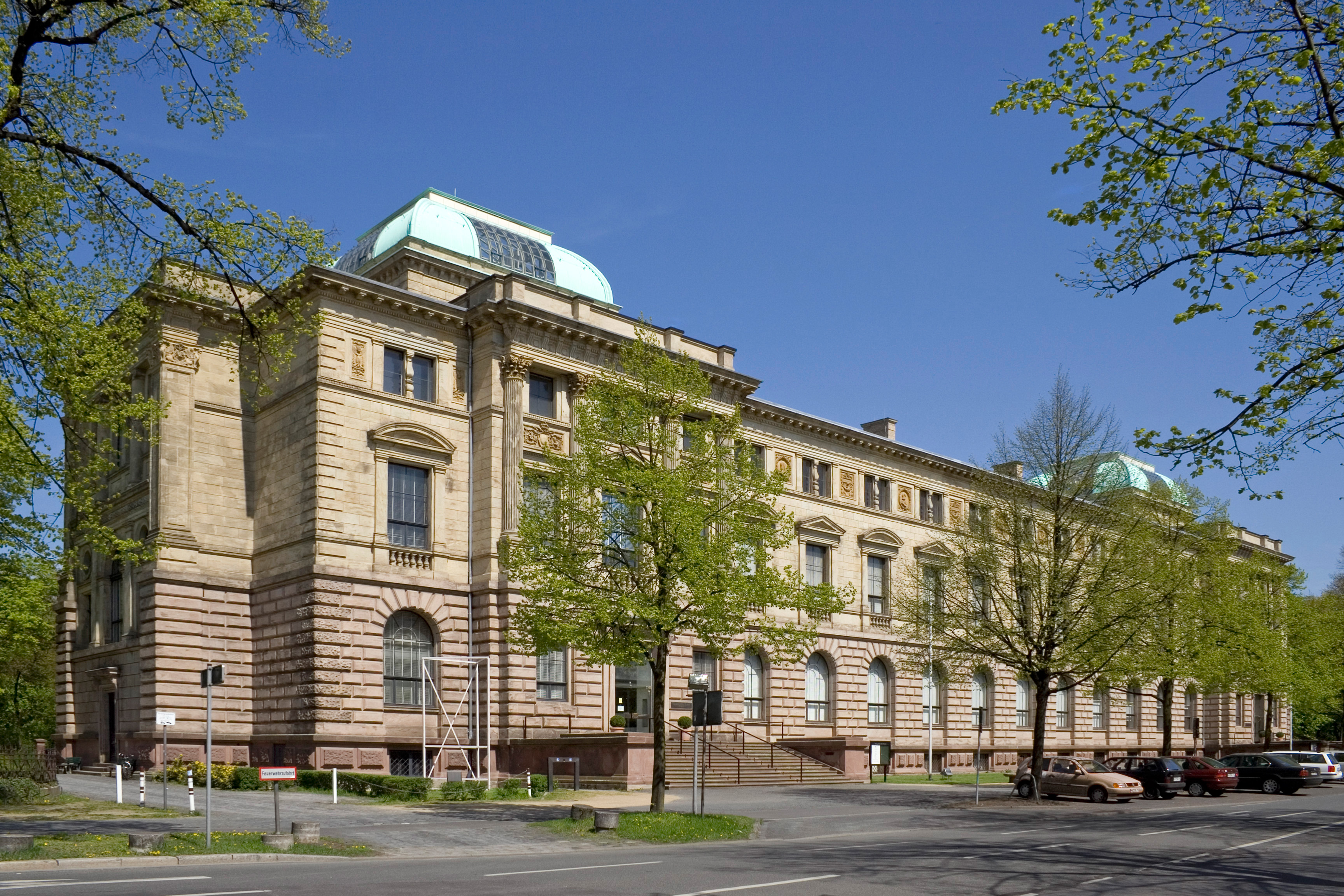
Das Herzog Anton Ulrich-Museum

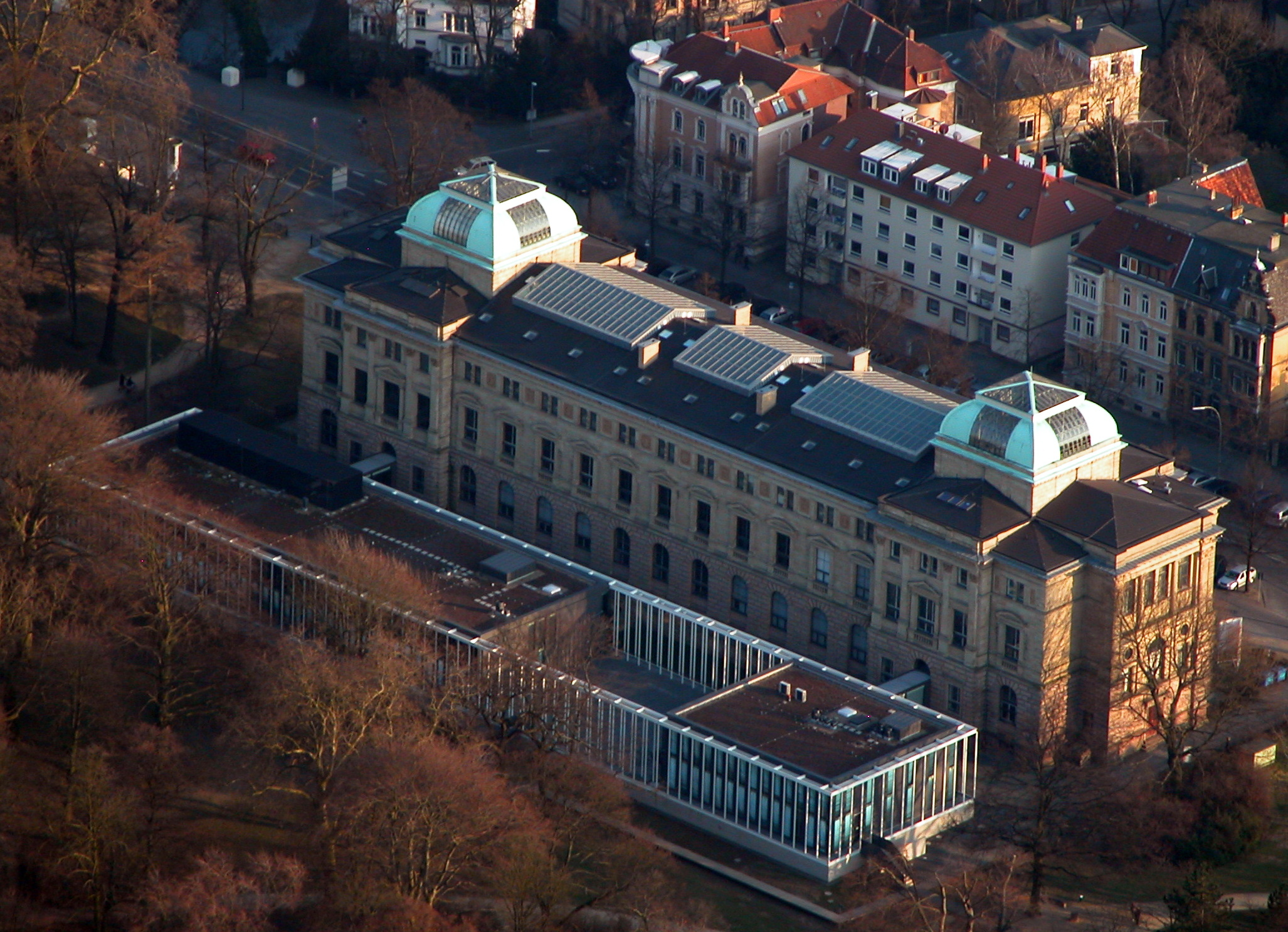
Herzog Anton Ulrich-Museum mit dem neuen Anbau davor (Aufnahme von Nordwesten)

Das Herzog Anton Ulrich-Museum, wie es seit 1927 heißt (kurz HAUM), wurde 1754 in Braunschweig eröffnet. In seiner über 250-jährigen Geschichte entwickelte es sich zu einem der größten und bedeutendsten Kunstmuseen Deutschlands. Benannt ist es nach seinem Gründer, Anton Ulrich, Herzog von Braunschweig-Wolfenbüttel (1633–1714). Es zeigt etwa 4.000 Kunstwerke aus 3.000 Jahren Kunstgeschichte.
Im Jahre 2010 wurde es um einen Erweiterungsbau ergänzt. Das historische Haupthaus wurde von Grund auf renoviert und nach siebenjähriger Bauzeit am 23. Oktober 2016 wiedereröffnet.

## Geschichte

### Entstehung
Das Museum hat seine Ursprünge im Kunst- und Naturalienkabinett des Braunschweigischen Herzogs Karl I., das dieser auf Anregung von Daniel de Superville 1754 eröffnete. Es befand sich zunächst im Kleinen Mosthof und wurde später in den Großen Mosthof verlegt. Es war eines der ersten Museen in Deutschland, das für die Öffentlichkeit zugänglich war, und wurde nur ein Jahr nach dem Britischen Museum in London eröffnet. Dieses „Kabinett“ umfasste eine Sammlung aus Kunsthandwerk und Skulpturen des Barock und der Renaissance, aber auch antike Kunstwerke, die nicht aus Europa stammten. Die Naturaliensammlung wurde später zum Grundstock des Naturhistorischen Museums.

### Das Museum im 19. Jahrhundert
Im 19. Jahrhundert sah sich das Museum zahlreichen, zum Teil dramatischen Veränderungen unterworfen. So hatte sich bereits gegen Ende des 18. Jahrhunderts die schlechte Bausubstanz des Salzdahlumer Schlosses bemerkbar gemacht. Schnelle Abhilfe war vonnöten. Verschlimmert wurde die Lage schon bald dadurch, dass das Land Braunschweig 1806 von napoleonischen Truppen besetzt wurde, die große Teile der kostbarsten Kunstgegenstände in den Pariser Louvre entführten. Infolge der Besetzung durch Napoleons Truppen war Braunschweig bis auf weiteres Bestandteil des Königreiches Westphalen. Im Jahre 1811 ließ der König von Westphalen und Bruder Napoleons Jérôme das Schloss Salzdahlum abreißen.
Im Zuge der Befreiungskriege (1813–1815) erlangte Braunschweig jedoch seine alte Eigenständigkeit und die geraubten Kunstschätze wieder zurück. Allerdings war das Land inzwischen verarmt und es gab nicht mehr genügend Platz, um die Kunstschätze unterzubringen. Folglich musste eine Möglichkeit gefunden werden, die Kunstgüter zum einen sicher aufzubewahren und zum anderen für diese wichtige Kunstsammlung ein angemessenes und repräsentatives Gebäude zu bekommen.
1882 wurde ein Architektenwettbewerb durchgeführt und im Folgejahr mit dem Neubau begonnen. 1887 konnte der von Architekt Oskar Sommer in Zusammenarbeit mit dem damaligen Museumsdirektor Herman Riegel entworfene Museumsbau eröffnet werden. Seither ist das – ähnlich wie das benachbarte Staatstheater Braunschweig nach dem Stilvorbild der italienischen Renaissance gestaltete – Gebäude im äußeren Erscheinungsbild unverändert geblieben. Maßgeblich bei den Entwürfen Sommers war das Grundrissschema von Leo von Klenzes Münchner Pinakothek. An das Gebäude grenzt im Norden bis heute der Museumpark.
Die Bestände wuchsen, verglichen mit den vorangegangenen Jahrzehnten, nur noch gering, nicht zuletzt wegen Geldmangels. So konnten 1868 die Sammlung Reinike, 1910 die Sammlung Vasel und schließlich 1944 die Vieweg-Tepelmann-Sammlung hinzugefügt werden.

### Das Museum nach 1918
Nach der Auflösung des Herzogtums Braunschweig im November 1918 ging die Trägerschaft für das Museum zunächst an eine Stiftung über. Nach dem Ende des Zweiten Weltkrieges wurde die Verantwortung vollständig dem Land Niedersachsen übertragen.
1927 erhielt das zuvor als Landesmuseum bezeichnete Museum seinen heutigen Namen.
1937 wurden in der nationalsozialistischen Aktion „Entartete Kunst“ nachweislich fünfzehn Werke von George Grosz, Hans Christoph Hartig (1873–1936), Karl Hofer, Alexei von Jawlensky, Max Kaus, Alfred Kubin, August Macke, Frans Masereel, Karl Mohr (1922–2013), Otto Müller, Ellen Passow, Karl Schmidt-Rottluff, Arthur Segal und Karl Sommer aus der Sammlung beschlagnahmt.
Im Zweiten Weltkrieg gab es am Museum nur geringe Gebäudeschäden. Nach dem Krieg wurden die Seitenflügel des Gebäudes von der britischen Militärregierung besetzt. Weitgreifende Eingriffe in die Bausubstanz erfolgten mit der Umnutzung als Verwaltungsbau.

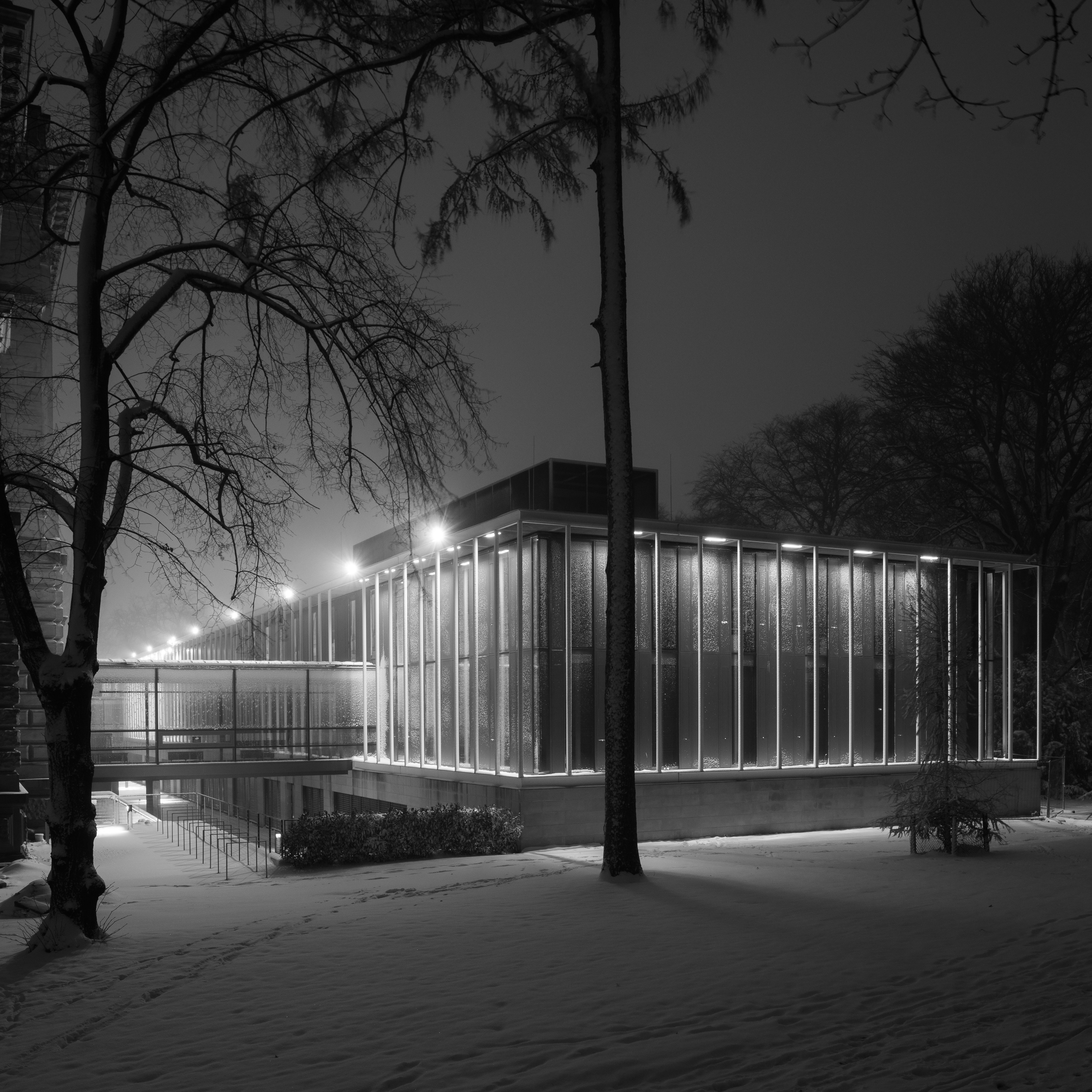
Erweiterungsbau im Museumpark von 2010 für Archiv, Werkstätten und Kupferstichkabinett

### 21. Jahrhundert
Anfang des neuen Jahrtausends wurde deutlich, dass eine umfassende Sanierung des Museumsbaus unumgänglich ist. Von 2008 bis 2010 entstand im Museumpark hinter dem Hauptgebäude ein Erweiterungsbau mit drei Etagen und einer Fläche von 4.000 m² nach einem Entwurf von Lehmann Architekten (Offenburg/Berlin). Dort sind die Bibliothek und das Archiv, das Kupferstichkabinett, Werkstätten, ein Café und die Verwaltung untergebracht.
Das Hauptgebäude wurde ab 2013 weitgehend auf den Ursprungszustand zurückgebaut. Es wurde grundsaniert und mit moderner Ausstellungstechnik ausgestattet. Seit der Wiedereröffnung am 23. Oktober 2016 wird es ausschließlich für die Sammlungen und für Ausstellungen genutzt. Es bietet seither eine größere Ausstellungsfläche, so dass mehr Kunstwerke als zuvor gezeigt werden können.
Die Mittelaltersammlung wird in der Burg Dankwarderode gezeigt. Dort wurden während der Bauarbeiten bis 2016 zudem Meisterwerke aller Sammlungen in der Sonderschau „Epochal – Meisterwerke des Herzog Anton Ulrich-Museums von der Antike bis zur Gegenwart“ präsentiert.
Seit 2025 wird das Café und Bistro Antons im Herzog Anton Ulrich-Museum betrieben. An der Café-Treppe ist ein barrierefreier Aufzug vorhanden.
2024 wird das Herzog Anton Ulrich-Museum um eine Attraktion reicher: Die Braunschweigische Landessparkasse und die Braunschweigische Sparkassenstiftung haben ihre historische Münzforschungssammlung dem Museum als Dauerleihgabe zur Verfügung gestellt. Bislang lagen die mehr als 8.000 Münzen und Medaillen als verborgene Schätze in Tresoren. Nun sollen sie in Ausstellungen präsentiert und für Forschungszwecke genutzt werden. Im Erdgeschoss des Museums werden in einem neuen, speziell gesicherten Ausstellungsbereich künftig regelmäßig wechselnde Themen präsentiert.

## Sammlungen

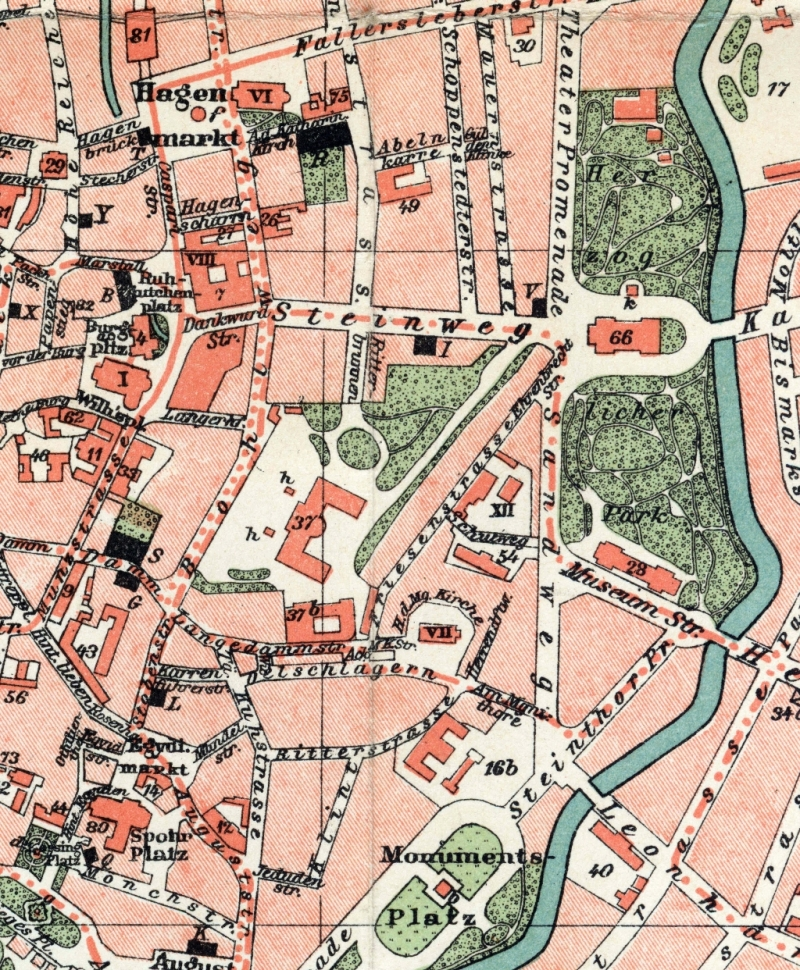
Braunschweig 1899: Herzog Anton Ulrich-Museum (rechts, Nr. 28) und Burg Dankwarderode (links, Nr. 4)

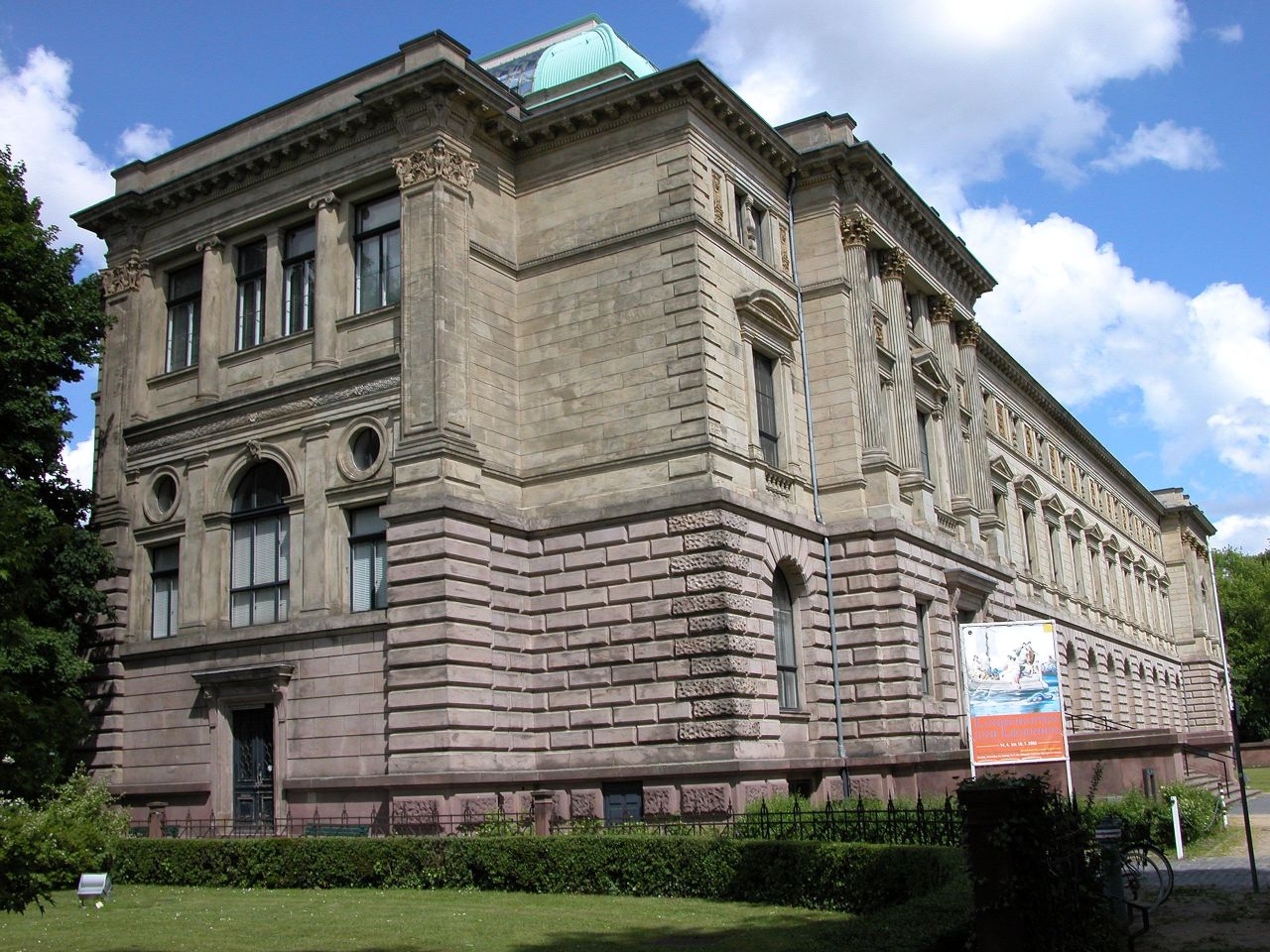
Das Herzog Anton Ulrich-Museum von Westen

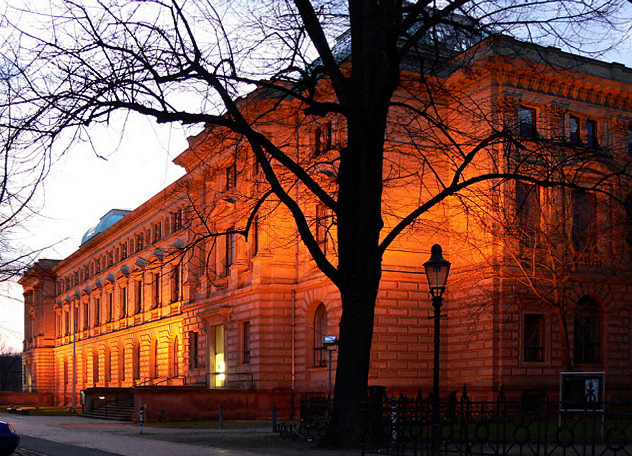
Abends

Vom Großen Mosthaus zog die Kunstsammlung 1765 in das 1902 abgerissene Paulinerkloster am Bohlweg in Braunschweigs Innenstadt, wo sie weiter anwuchs, so zum Beispiel durch Auffüllung mit Stücken aus dem (heute ebenfalls nicht mehr existenten) „Grauen Hof“, der Kunstkammer Bevern und dem Schloss Salzdahlum. Die Ausstellungsstücke, damals in allererster Linie reine Repräsentationsstücke, umfassten hauptsächlich Bronzestatuen, Kunstkammerobjekte, Möbel, Elfenbeinschnitzereien, Majoliken (größte Sammlung italienischer Majoliken nördlich der Alpen), Emaillearbeiten (über 200 Objekte) und Ostasiatica.

### Gemäldesammlung

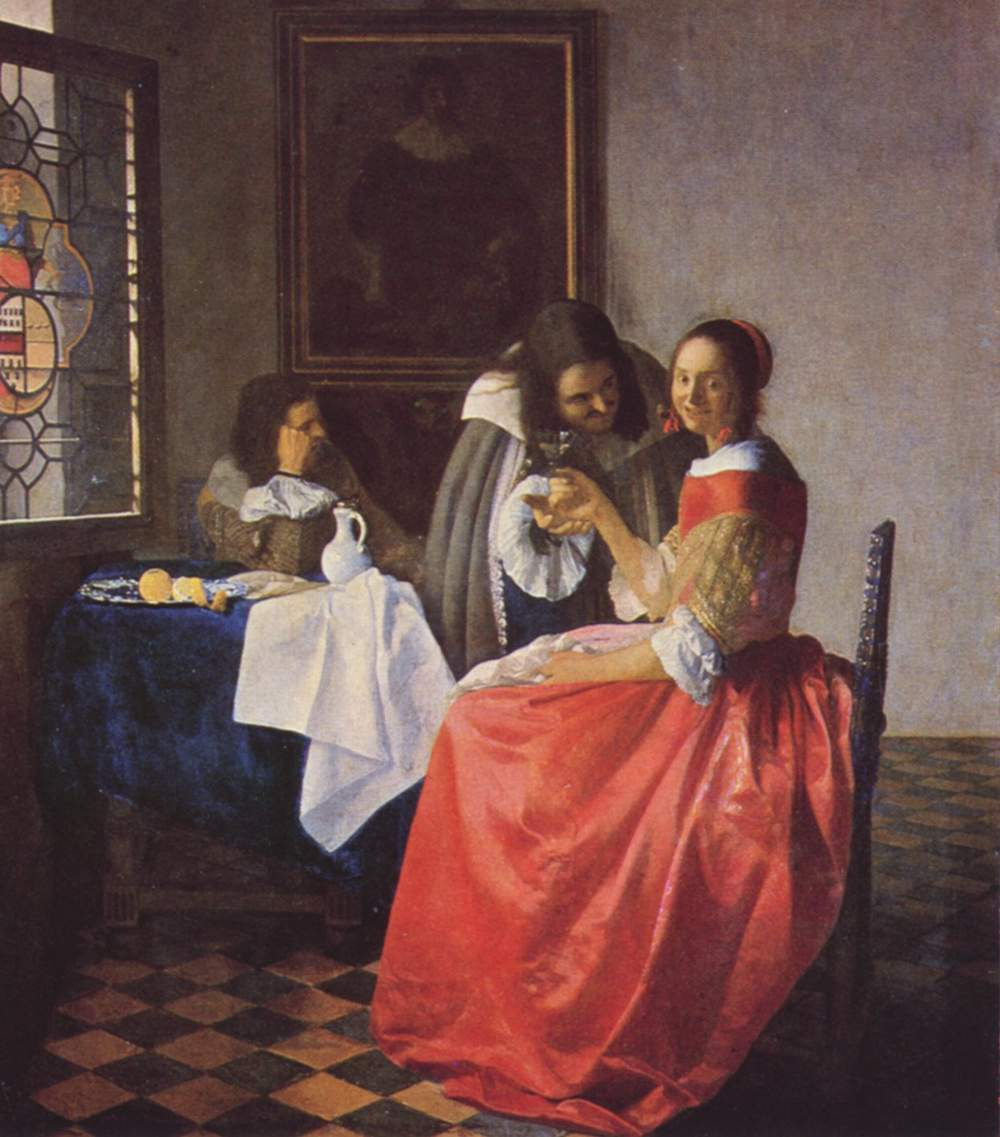
Vermeer: Das Mädchen mit dem Weinglas

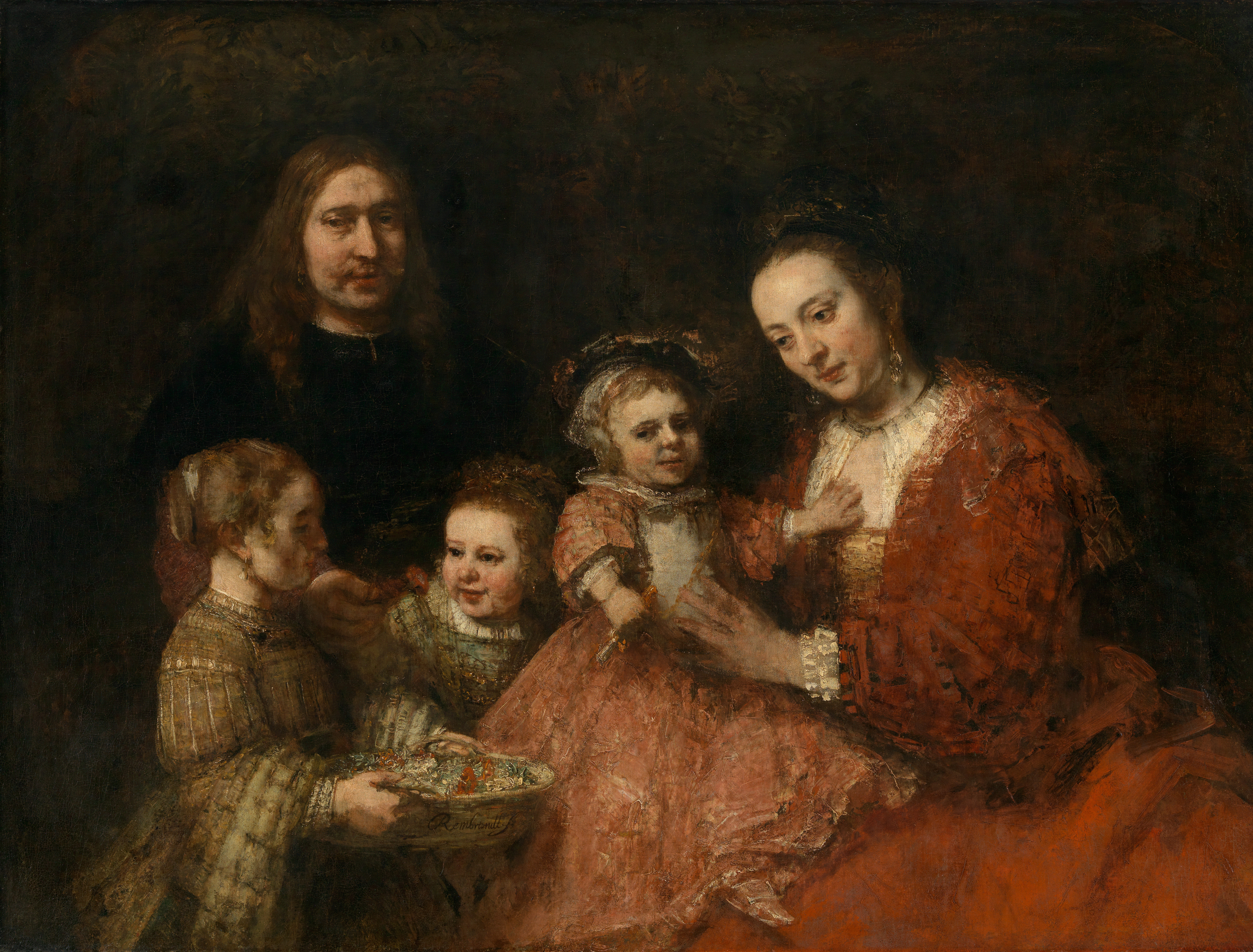
Rembrandt: Das Braunschweiger Familienbild

Die Sammlung wurde über die Jahre vor allem durch Zukauf niederländischer Landschaftsgemälde und Stillleben erweitert.
Die Gemäldesammlung umfasst unter anderem wichtige Werke von:
- François Boucher
- Lucas Cranach d. Ä.
- Lucas Cranach d. J.
- Albrecht Dürer
- Anthonis van Dyck
- Giorgione
- Jakob Philipp Hackert
- Gerrit van Honthorst
- Jan Kupecký
- Rembrandt van Rijn
- Hyacinthe Rigaud
- Peter Paul Rubens
- Palma il Vecchio
- Jan Vermeer
- Antoine Watteau

### Skulpturen und Kunsthandwerk
Diese Sammlung besteht fast ausschließlich aus den Beständen, die durch die Braunschweiger Herzöge, insbesondere Herzog Anton Ulrichs und seines Sohnes August Wilhelm, angesammelt wurden.
Dort befinden sich beispielsweise:
- Die Herzog-Julius-Büchse, eine teilweise vergoldete Prunkbüchse (1580 bis 1585)
- Ein Schreibtisch von Hendrik van Soest (Antwerpen um 1700)
- Die Spiegeluhr von Caspar Langenbucher (Augsburg 1649)
- Die Kugellaufuhr von Christoph Rohr (Leipzig/Braunschweig um 1600)

- Der Hofdegen Herzog Ferdinands von Braunschweig-Lüneburg (um 1760)[14]

### Graphische Sammlung
Das Kupferstichkabinett wurde als Teil des 1754 eröffneten „Herzoglichen Kunst und Naturalienkabinetts“ durch Herzog Carl I. zu Braunschweig und Lüneburg gegründet. Diese waren Bestandteile aus älteren herzoglichen Graphiksammlungen. Herzog Anton Ulrich sammelte bereits in Schloss Salzdahlum Kupferstiche, zu denen Werke von Albrecht Dürer zählten. Von Beginn an lag der Schwerpunkt auf zeitgenössischer Graphik. Weiterhin wurden von Herzog Carl I. zeitgenössische Kupferstiche aus Deutschland, England und Frankreich aufgekauft. 1764/65 erfolgten Erwerbungen des englischen Moralisten und Satirikers William Hogarth. Eine Ausdehnung der Sammlung wurde erst 1765 von dem Kunst- und Naturalienkabinett in das Zeughaus ermöglicht. 1766 erlangte das Museum die beiden Rembrandt-van-Rijn-Bände der Wolfenbütteler Bibliothek. Diese enthielten auch Kupferstiche nach Anton van Dyck, Raffael und Peter Paul Rubens. Der weitere Ausbau des Kupferstichkabinetts erfolgte bis 1779. In diesem Zeitraum wurden zahlreiche Neuerwerbungen getätigt. Diese umfassten größtenteils zeitgenössische Graphiken, später jedoch auch Altmeisterzeichnungen. Treibende Kraft zu dieser Erweiterung war der Herzog selbst. 1795 umfasste die Sammlung insgesamt 1260 Bände mit insgesamt 90.000 Blättern. Jedoch wurden 54.000 der vorhandenen Blätter in der zweiten Hälfte des 19. Jahrhunderts herausgenommen und auf Kartons angebracht. Die Handzeichnungen waren um das Jahr 1780 auf ca. 95 Bände festzulegen. Von diesen wurden bis heute 20 Bände aufgelöst bzw. sind verschollen. Auch die vorhandenen Bände weisen fehlende Blätter auf. Insgesamt zählte der bis 18000 erfasste Bestand 9585 Zeichnungen, von denen sich 6752 Blätter in Klebebänden befanden. Diese wurden in speziellen Regalen aufbewahrt.
Einen bedeutsamen Zuwachs an Druckgraphiken des 15. bis 19. Jahrhunderts erlangte das Kupferstichkabinett 1910 durch das Vermächtnis des bedeutenden braunschweigischen Graphiksammlers August Vasel. Im Jahr 1928 erlangte das Kupferstichkabinett die Graphiksammlung der Herzog August Bibliothek in Wolfenbüttel. Diese umfasste ebenfalls ca. 10.000 Blatt an Druckgraphik. Heute umfasst der Bestand an Druckgraphik etwa 145.000 Blatt. Die Sammlung der Handzeichnungen lässt sich auf knapp 10.000 Werke beziffern. Weiterhin werden im Kupferstichkabinett mehr als 1.000 illustrierte Bücher bewahrt. Diese beinhalten vor allem Prachtwerke aus Renaissance und Barock.
Der Schwerpunkt der Graphiksammlung liegt auf den graphischen Künsten Europas vom Spätmittelalter bis in die Gegenwart. Am besten sind die niederländischen und deutschen Schulen vertreten, gefolgt von der Graphik Italiens. Im Bereich des 20. Jahrhunderts sind weiterhin einige Graphiken aus Nordamerika vertreten. Die Graphiksammlung bewahrt weiterhin einen kleineren Bestand ostasiatischer Werke, u. a. bestehend aus einer Kollektion japanischer Farbholzschnitte. Den Grundstock der Sammlung bilden die Werke des 15. bis 18. Jahrhunderts. Doch wird im Kupferstichkabinett – anders als in den Sammlungen der Gemälde, Skulpturen und des Kunsthandwerks – mit besonderer Intensität Kunst des 19., 20. und 21. Jahrhunderts gesammelt. Die Druckgraphiken wurden in den Bänden meist nach der Person des Stechers oder des Malers, nach der entsprechenden Schule oder der Gattung geordnet. Ein Verzeichnis im Innendeckel gibt Aufschluss über den Inhalt. Die Handzeichnungen hingegen wurden nach absteigender Größe aufgestellt. Einer der besten erhaltenen Bände ist der Band 1a mit Kinder- und Jugendzeichnungen des Herzogs, dieser wurde erstmals 1766 erwähnt. Diese Thematik füllte jedoch nicht den ganzen Band aus, somit wurde dieser aus sparsamen und pragmatischen Gründen mit gut einem Drittel, meist anonymer, Zeichnungen von Künstlern des 16. und 17. Jahrhunderts ergänzt. Die neusten Erwerbungen sind die 104 Kupferplatten des Augsburger Graphikers Johann Elias Ridinger, als Dauerleihgabe der Stiftung Niedersachsen im Bestand des Kupferstichkabinetts und ergänzen die schon bestehende Sammlung von 150 Druckplatten.
Die Bestände sind in Inventarbüchern bzw. in Katalogen festgehalten. Diese sind in verschiedenen Räumen des Museums verteilt. Die älteren Werke stehen in der Sammlung des Kupferstichkabinettes. Sie sind meist nach einer chronologischen Übersicht sowie einer sprachlichen Übersicht angeordnet. Diese wurden nicht nach Bedeutungen sortiert, sondern stehen gleichberechtigt nebeneinander. Weiterhin sind bereits viele Werke mit Inventarnummer im online Portal des virtuellen Kupferstichkabinetts zu finden.
Kunstwerke auf Papier sind hochgradig empfindlich, daher werden die graphischen Werke in der Ausstellung „Epochal“ im Rittersaal der Burg Dankwarderode alle drei Monate ausgewechselt. Das bietet die Chance, die Ausstellung viermal im Jahr neu zu entdecken.
Seit 2010 steht dem Kupferstichkabinett ein Studiensaal zur Verfügung. Im Studienraum werden jedem Besucher die gewünschten Werke zur individuellen Betrachtung vorgelegt. Ergänzend werden öffentliche Graphikbetrachtungen unter wissenschaftlicher Leitung angeboten. In dem neurenovierten Gebäude ist ein Raum für die Graphiken geplant. Schülergruppen haben nicht nur die Möglichkeit, sich die Graphiken anzusehen, sondern die Technik vor Ort zu beobachten und diese anschließend selber auszuprobieren. Zunächst werden verschiedene druckgraphische Werke gemeinsam im Kupferstichkabinett betrachtet und besprochen. Anschließend können die Schüler unter Anleitung eines Künstlers praktische vorgehen, bis hin zur Erstellung von Kaltnadelradierungen.
Das Virtuelles Kupferstichkabinett ist ein Kooperationsprojekt des Herzog Anton Ulrich-Museums in Braunschweig und der Herzog August Bibliothek in Wolfenbüttel. Förderung erhielt das Projekt von dem Deutschen Forschungsgemeinschaft (DFG). Ziel ist es einen Überblick der virtuellen Darstellung der Graphiksammlung online zugänglich zu machen. Seit September 2007 ist die Datenbank online benutzbar. Bis Ende Oktober 2011 wurden bereits über 45.000 graphische Blätter digitalisiert und können seit dem online aufgerufen werden. Das Virtuelle Kupferstich Kabinett arbeitet eng mit dem Bildarchiv Foto Marburg zusammen. Die Datenbank des Virtuellen Kupferstichkabinetts enthält derzeit über 46.000 Beschreibungen und Abbildungen von Druckgraphik des 15. bis 19. Jahrhunderts. Diese werden jedoch ständig ergänzt.
Einen weiten Einblick kann man online auf der Seite Kulturerbe Niedersachsen erlangen. Das Portal bietet einen multimedialen Zugang zu ausgewählten und bereits digital erfassten Kulturgütern des Landes und wird ständig erweitert.

## Gemäldegalerie

Eine kleine Auswahl über alle Epochen:
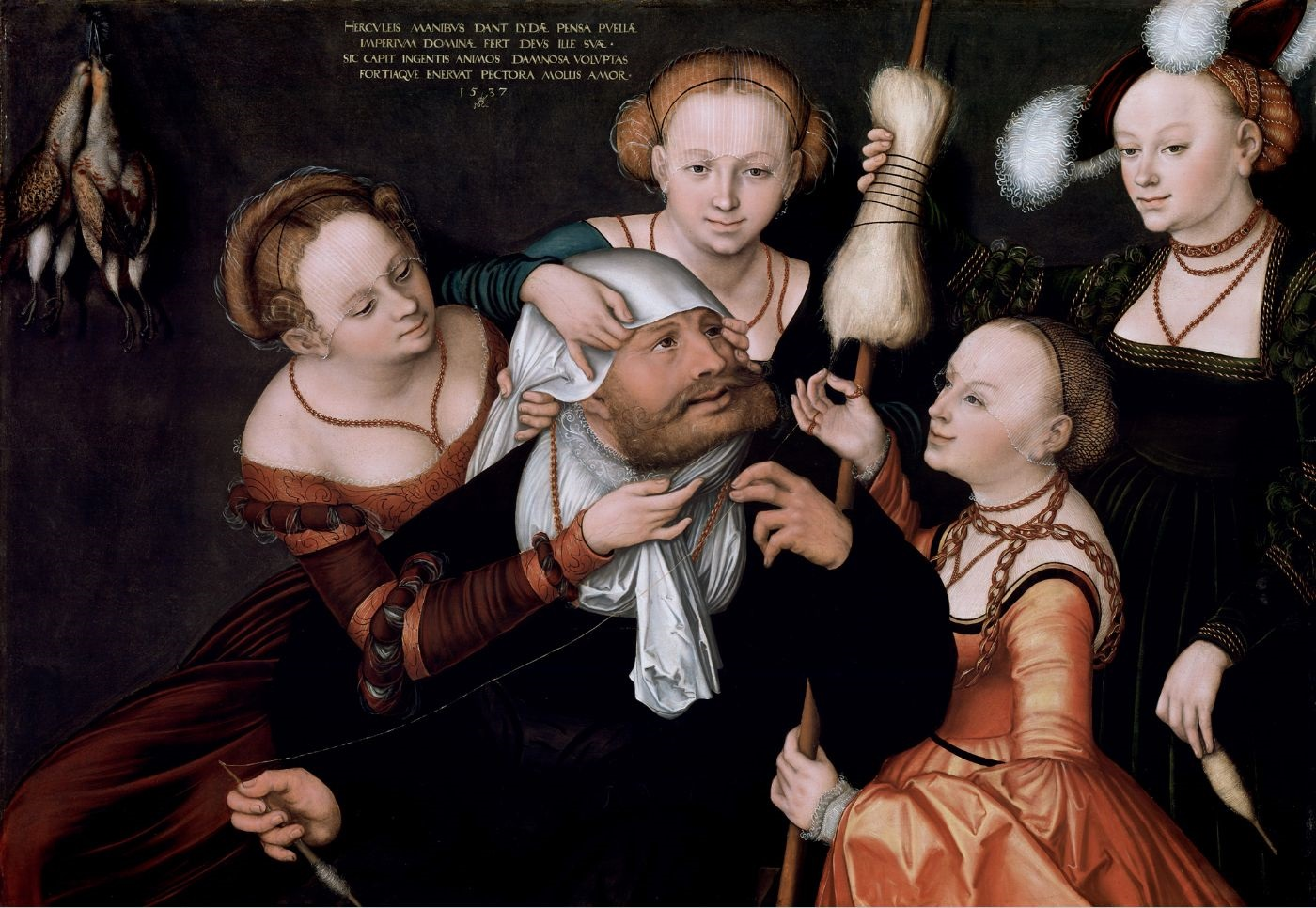
Lucas Cranach der Ältere, Herakles bei Omphale
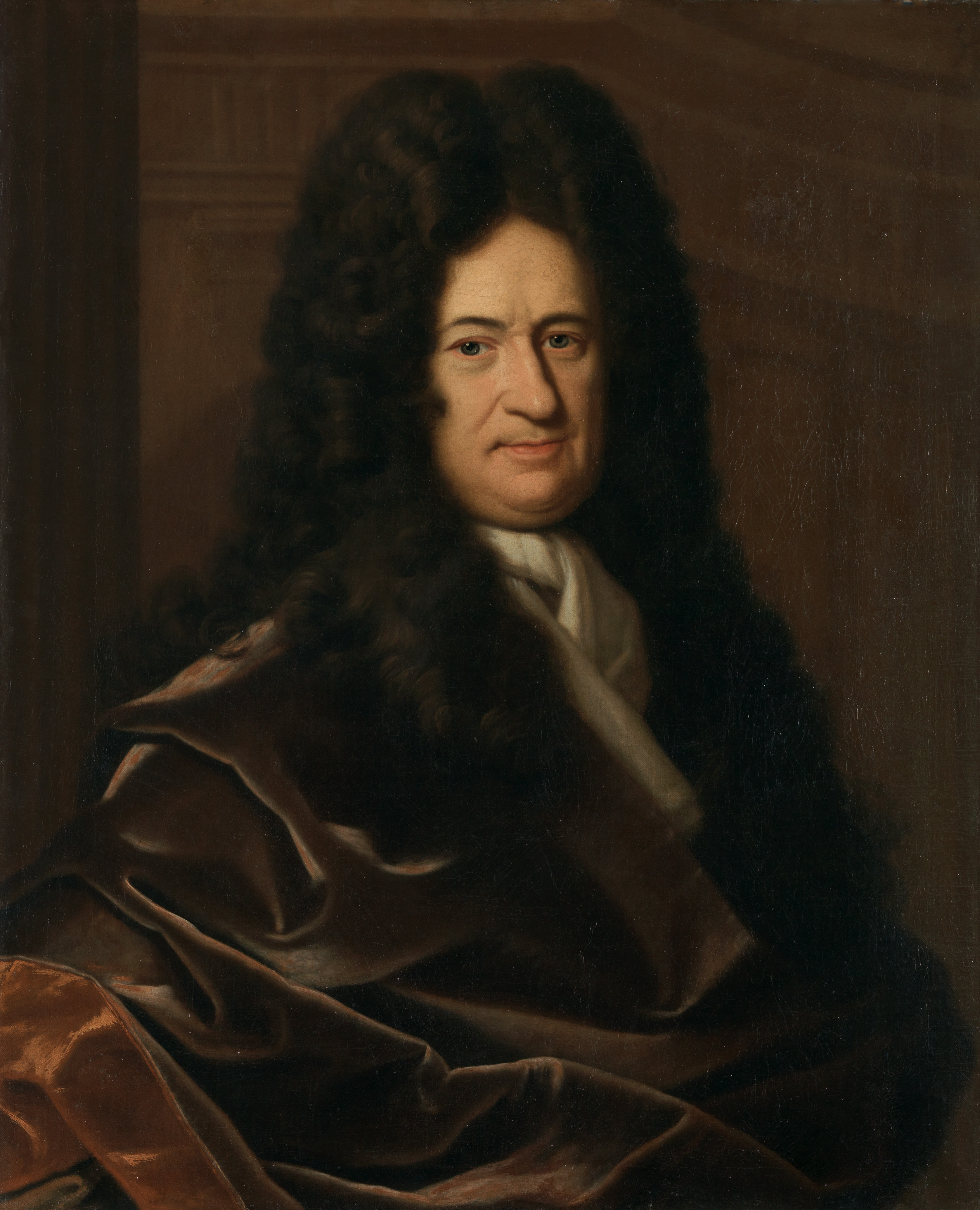
Christoph Bernhard Francke, Bildnis des Gottfried Wilhelm Leibniz
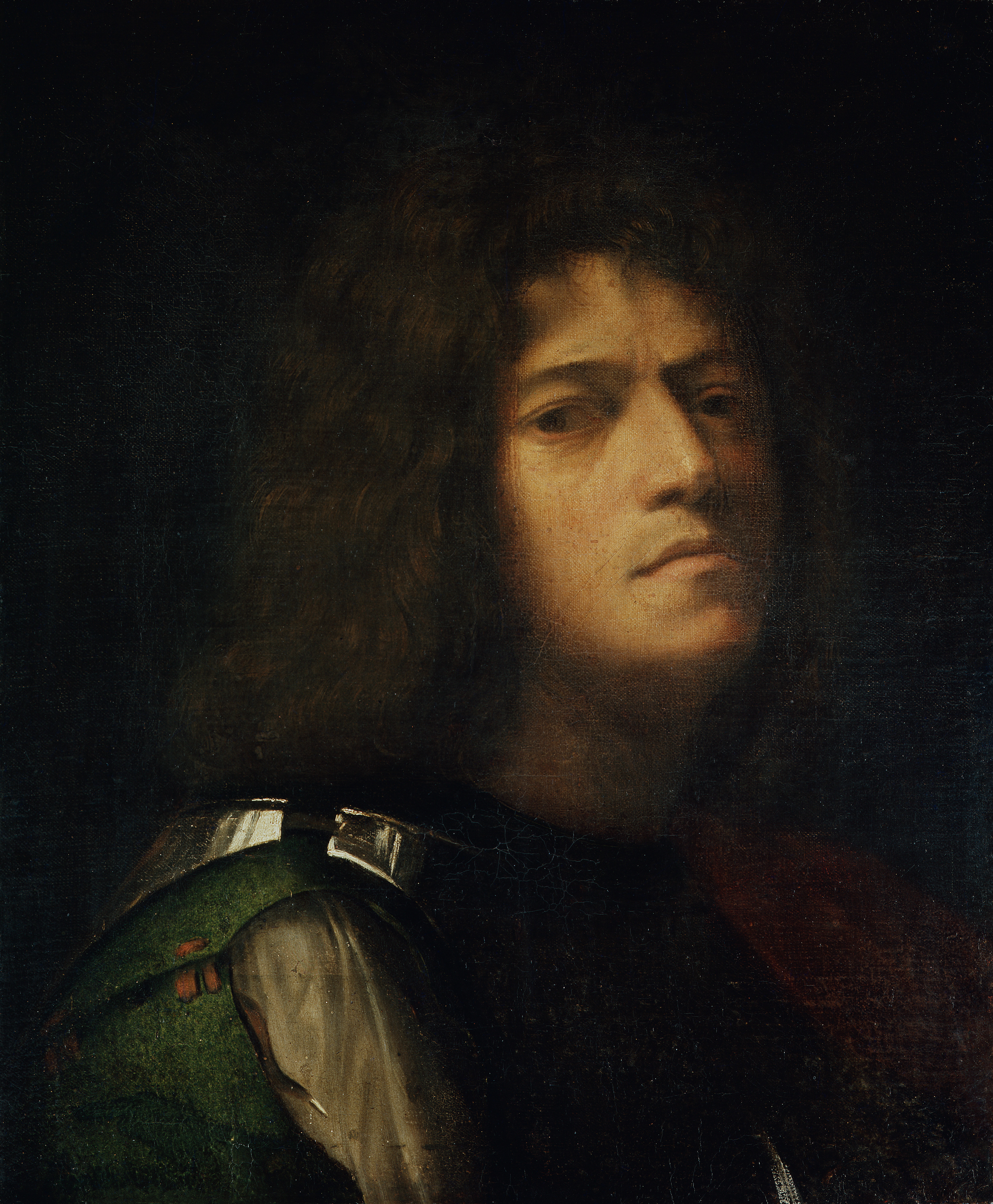
Giorgione, Selbstbildnis als David
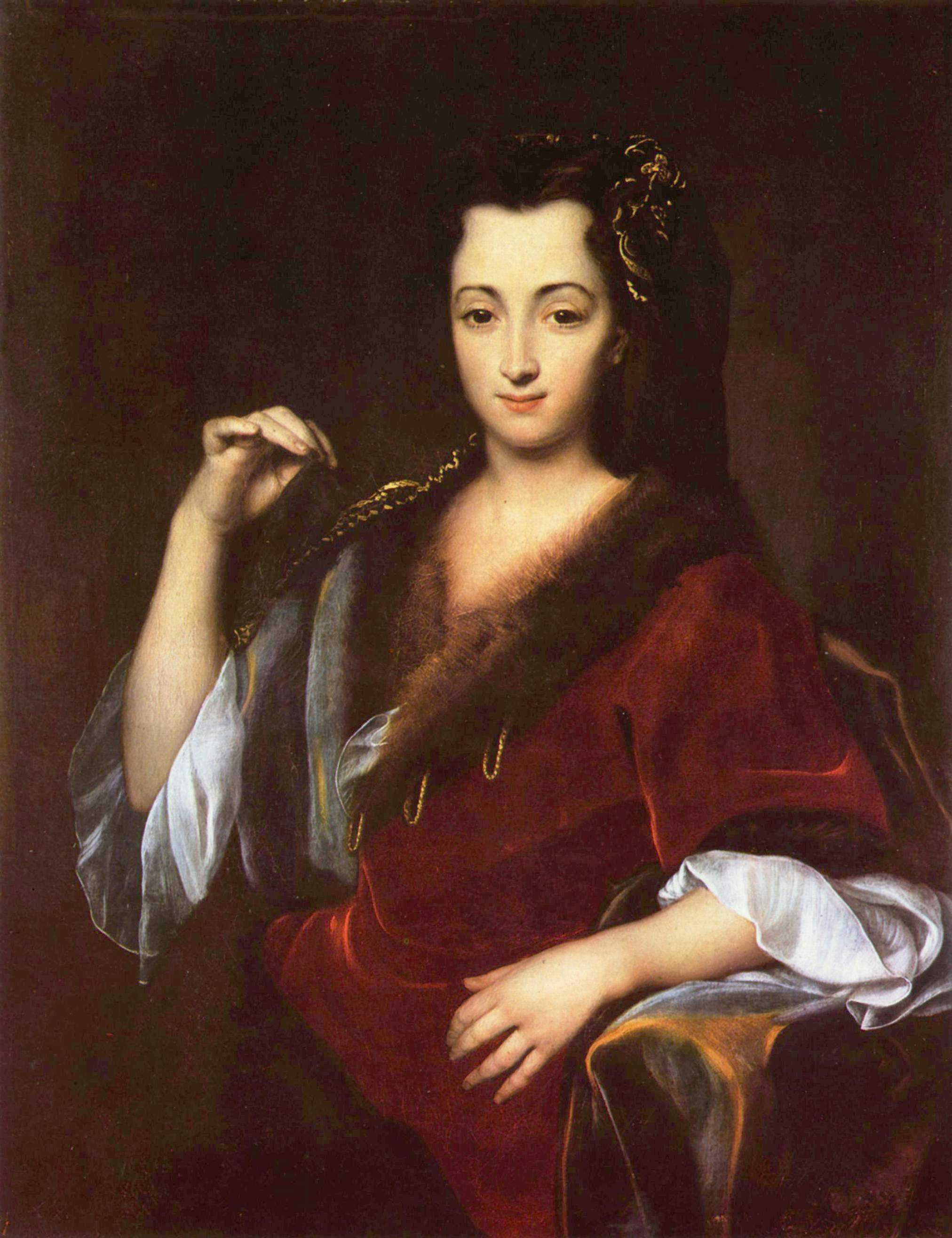
Jan Kupecký, Die Schöne Polin
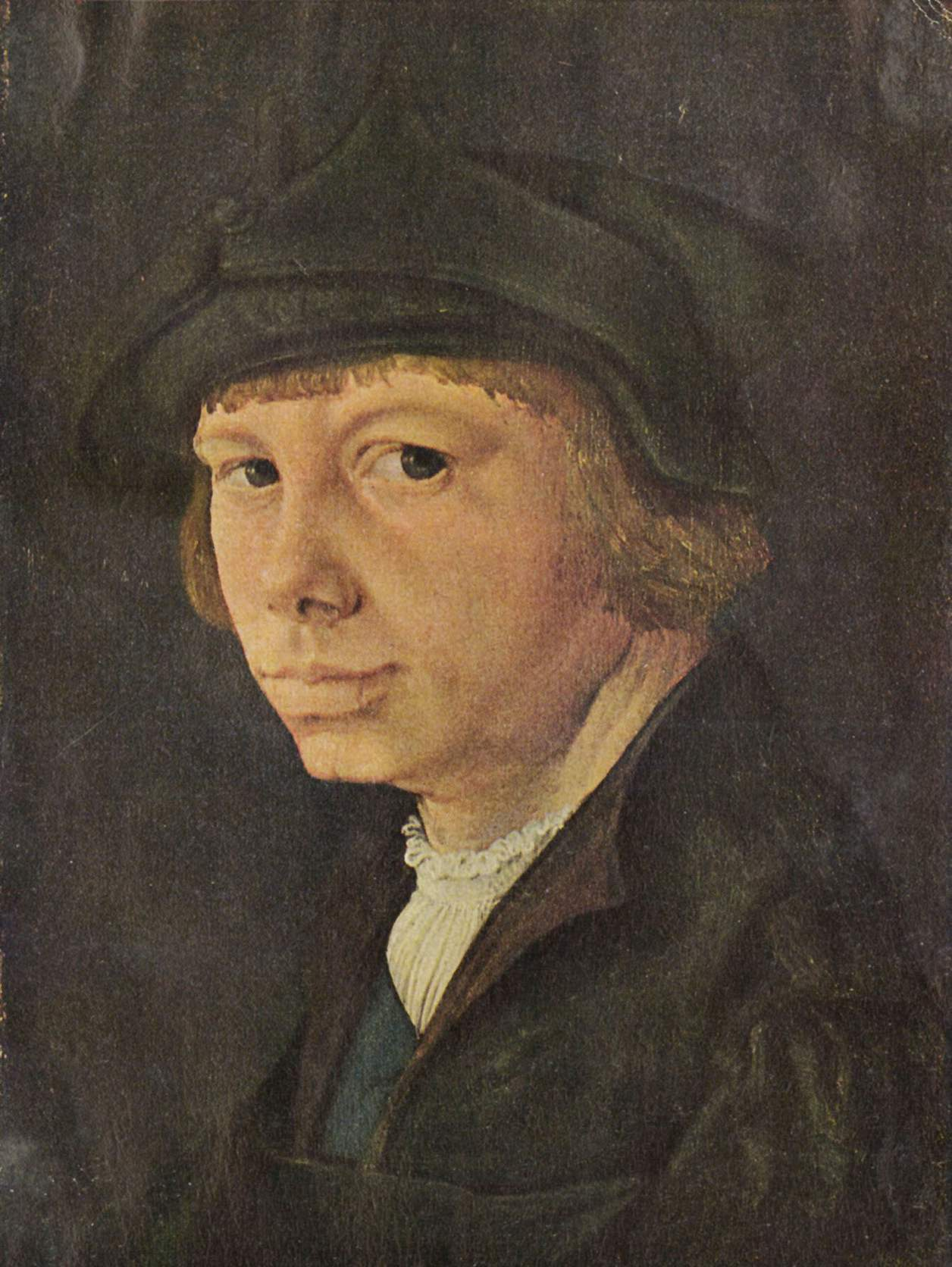
Lucas von Leyden, Selbstbildnis
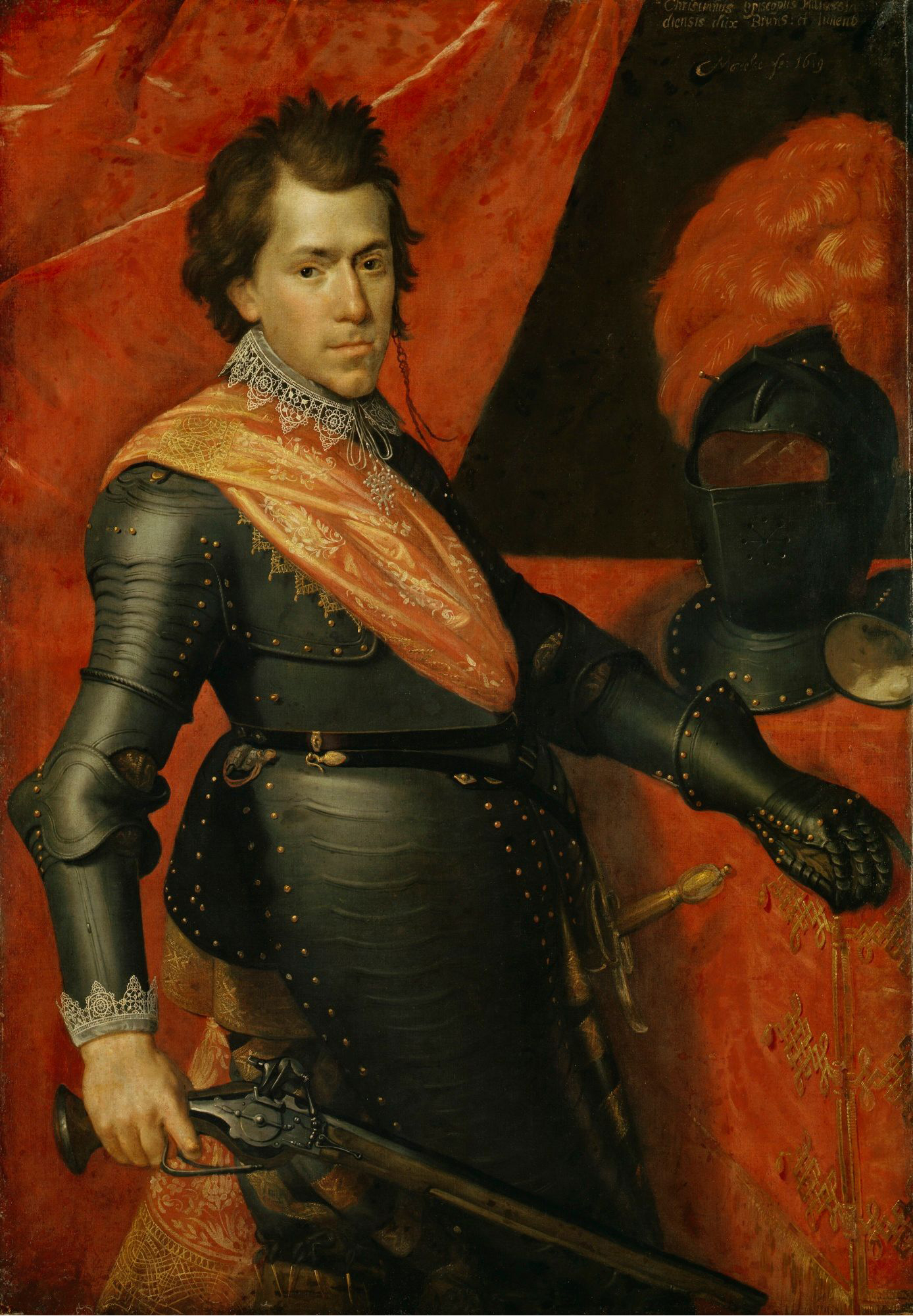
Paulus Moreelse, Bildnis des Christian der Jüngere, Herzog zu Braunschweig und Lüneburg
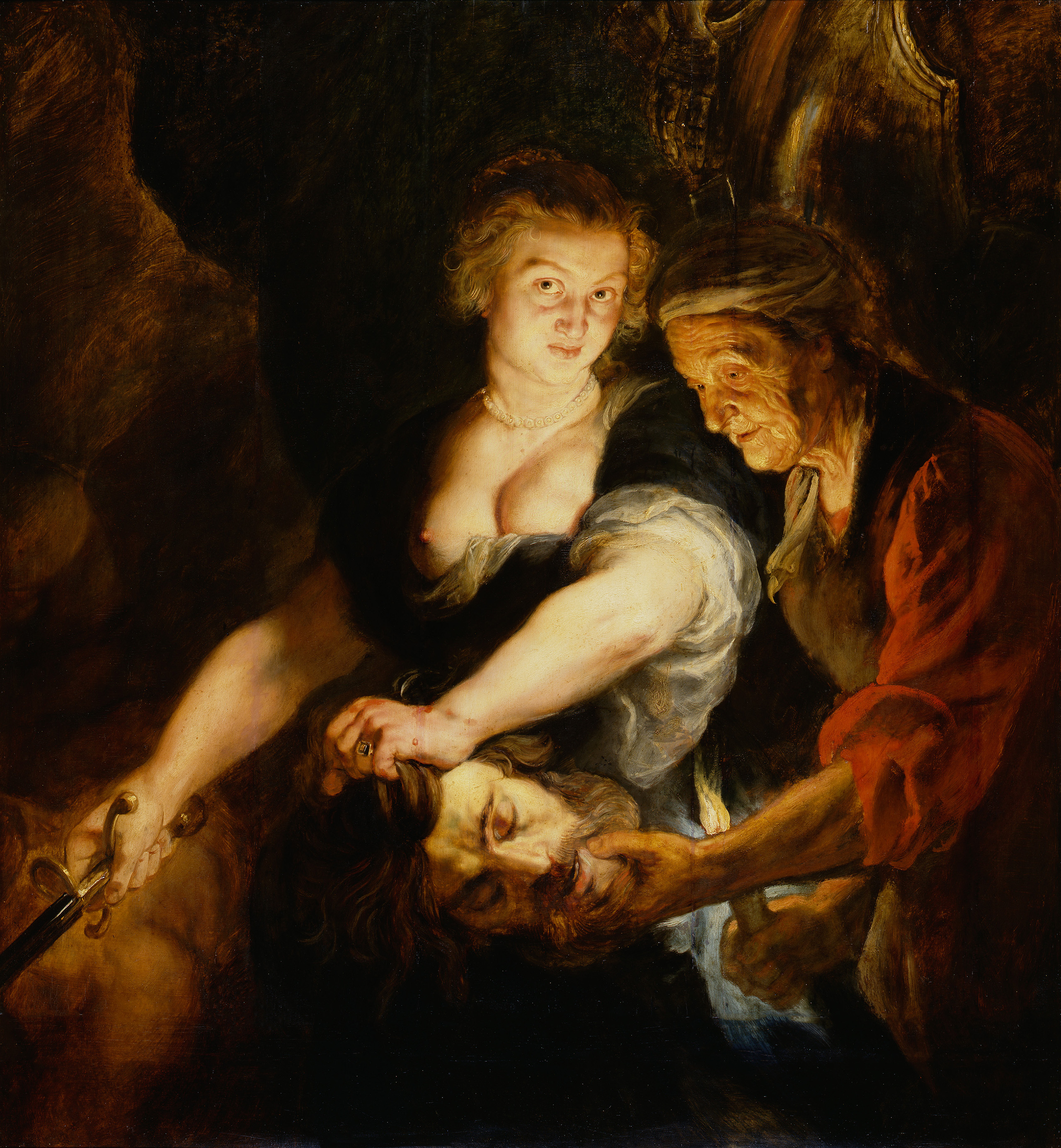
Peter Paul Rubens, Judith mit dem Haupt des Holofernes
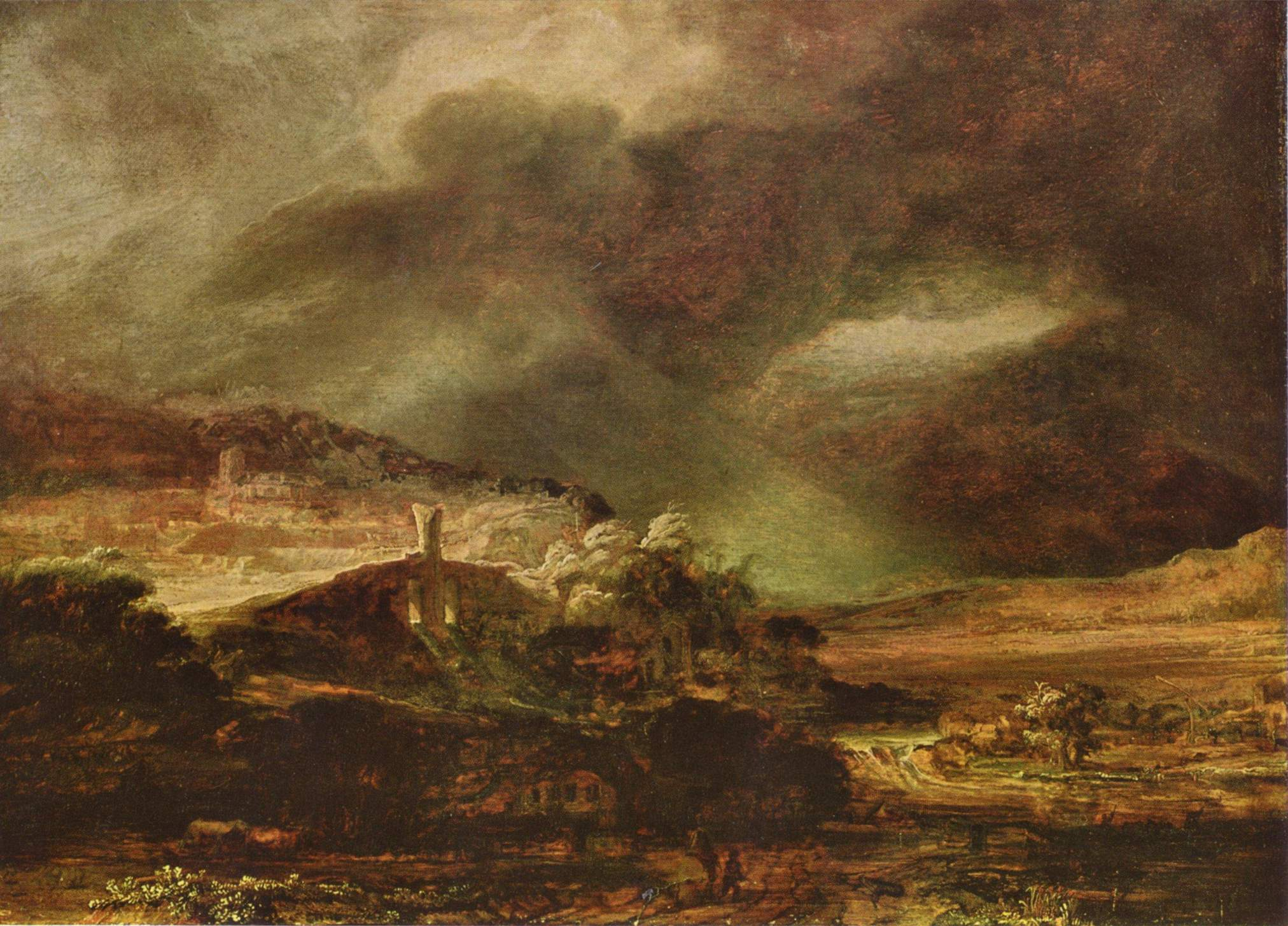
Rembrandt van Rijn, Gewitterlandschaft
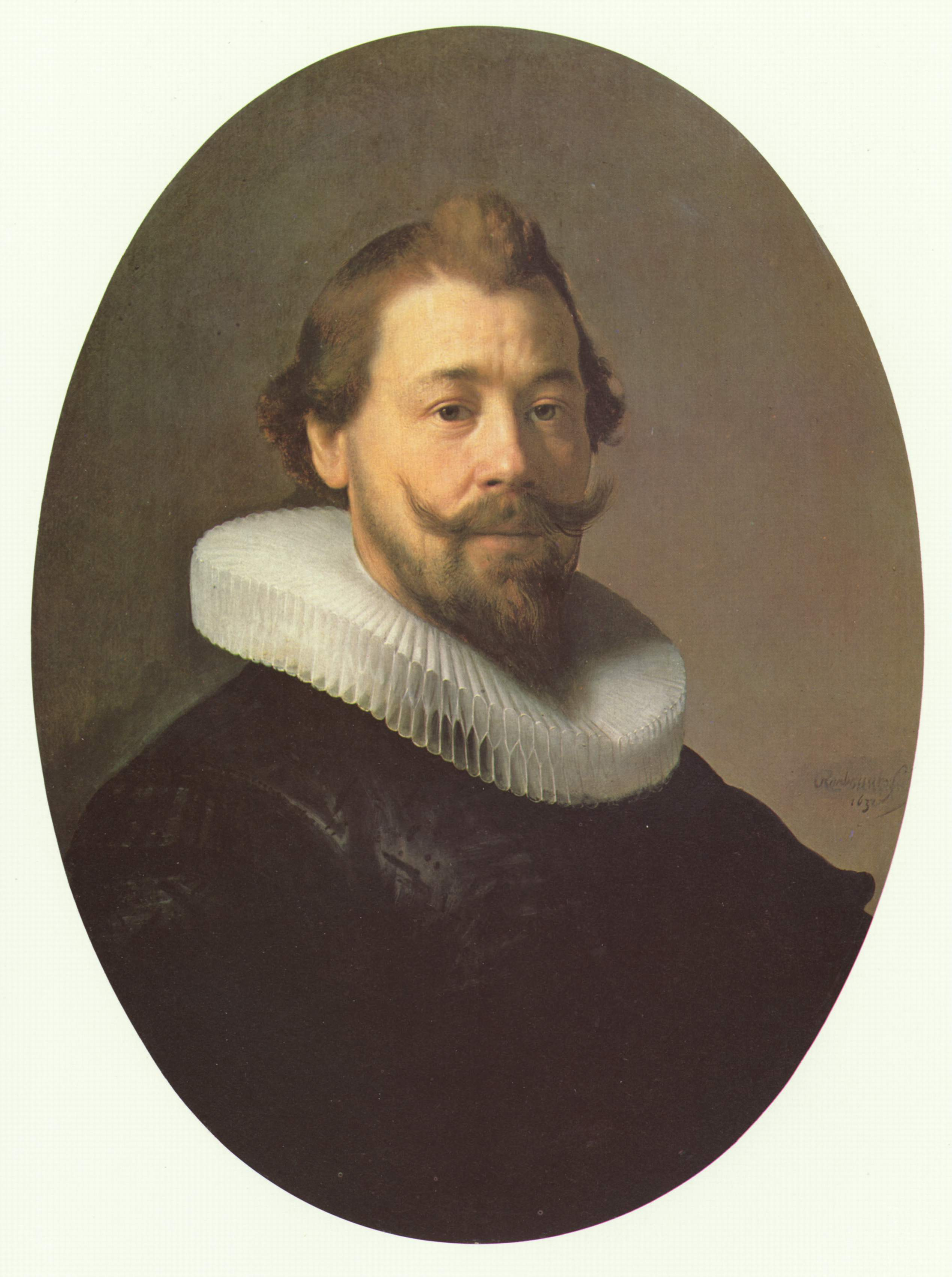
Schule des Rembrandt van Rijn, Bildnis eines Herrn
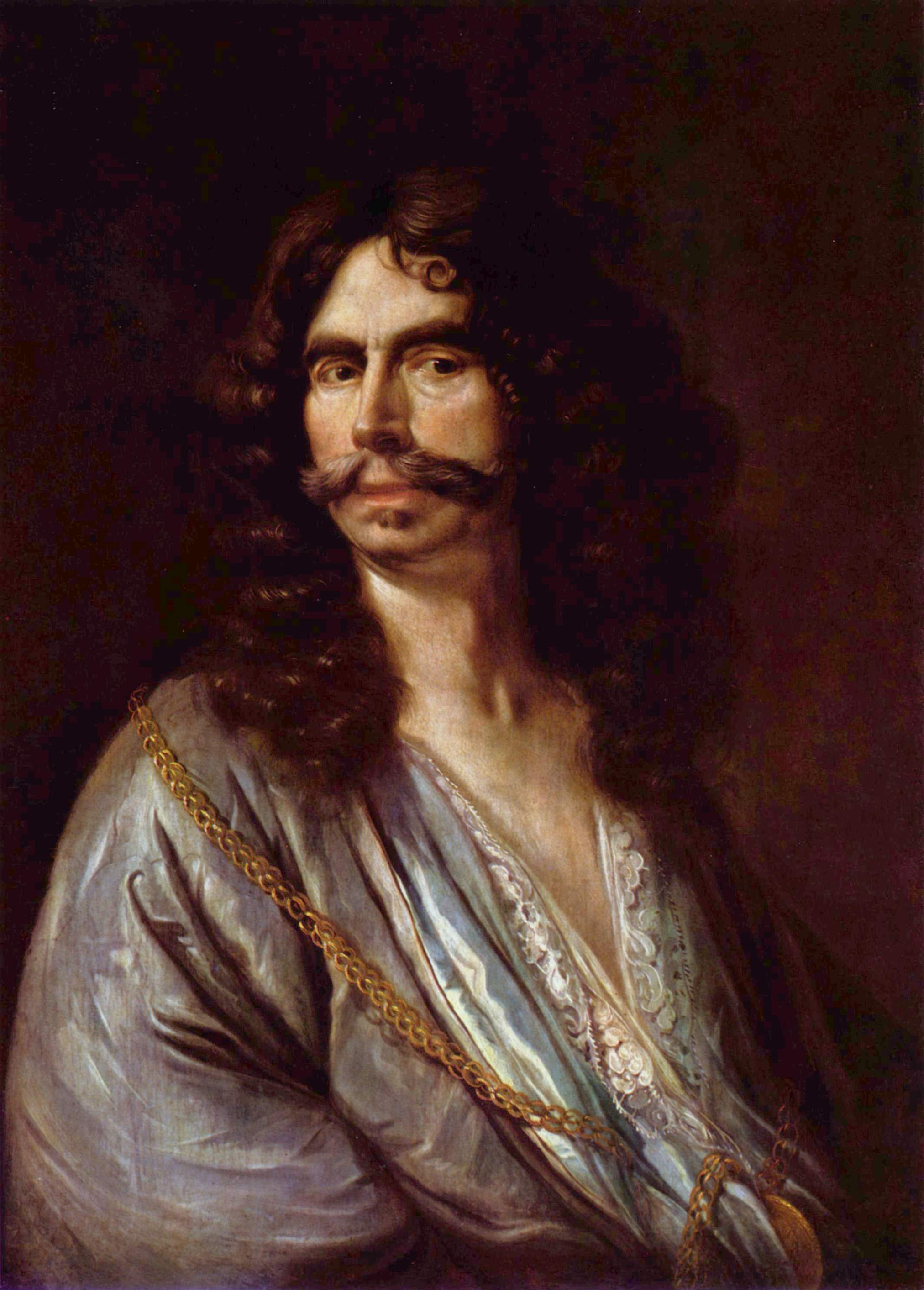
Johann Heinrich Roos, Selbstbildnis
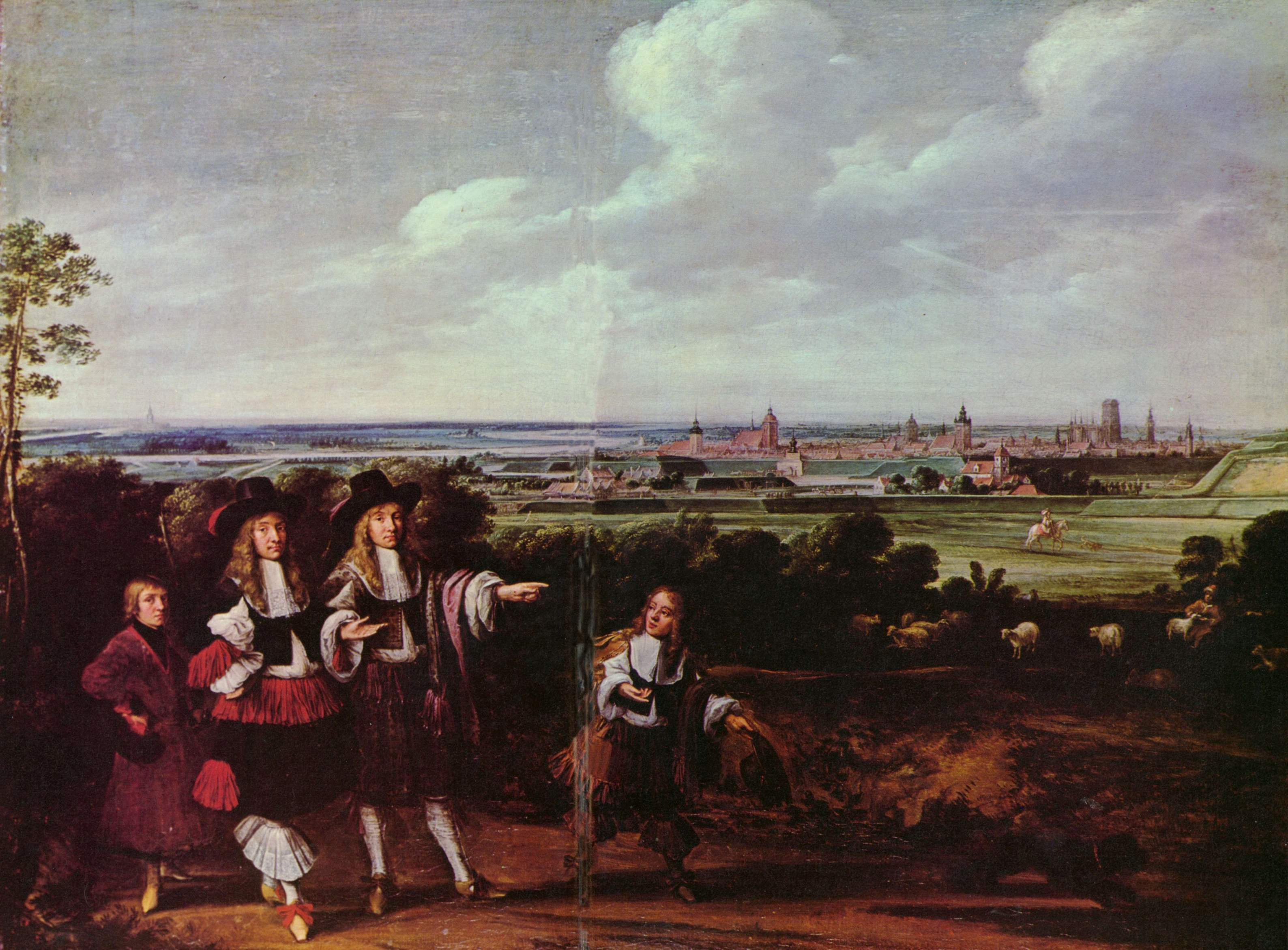
Andreas Stech, Spaziergang vor den Toren von Danzig
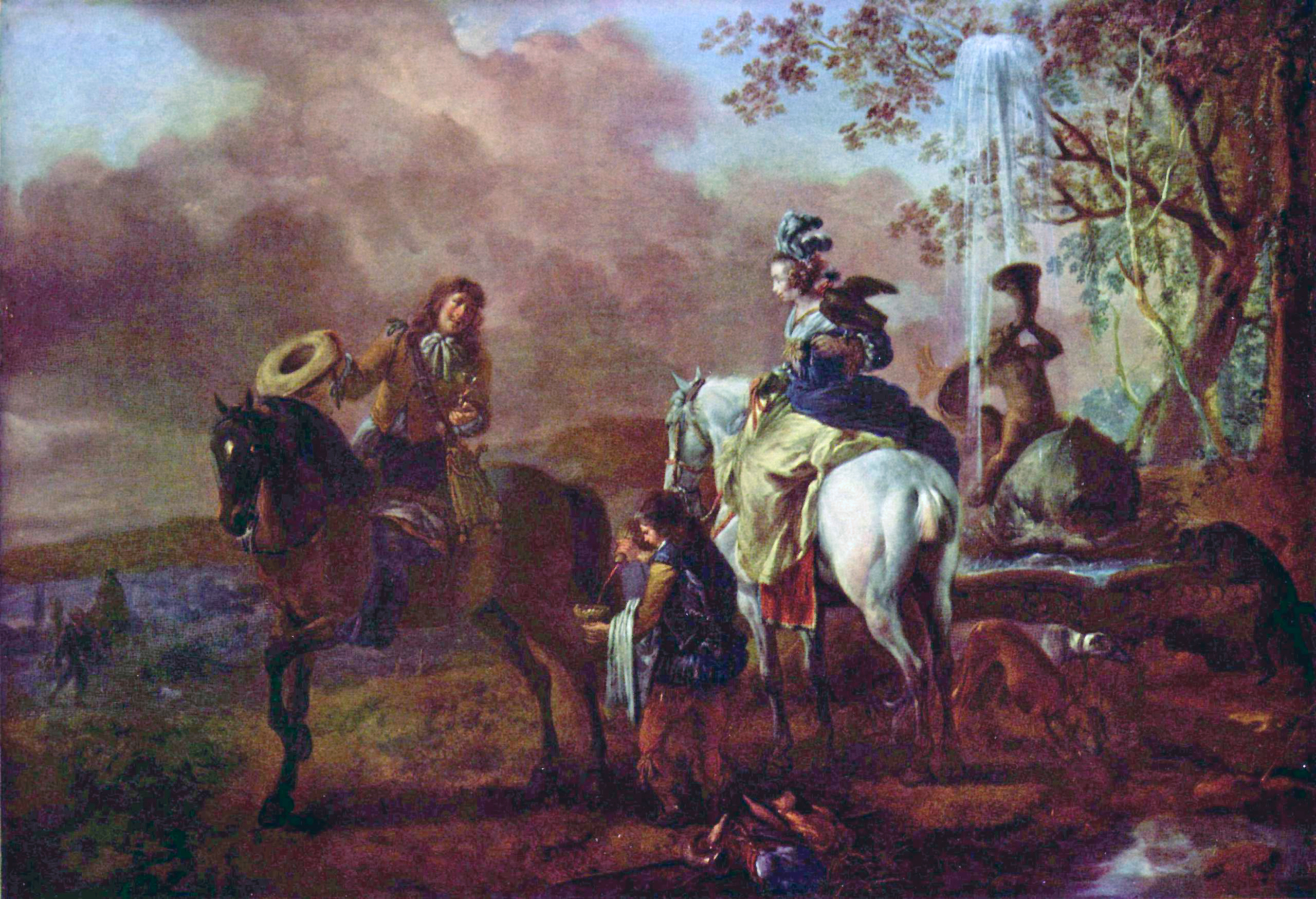
Philips Wouwerman, Rast auf der Falkenjagd

## Filme
- Herzog Anton Ulrich-Museum, Braunschweig (= Museums-Check. Folge 43). Reportage, 30 Min., Moderation: Markus Brock, Produktion: 3sat. Erstausstrahlung: 12. März 2017.[15]